# Gianfranco Zeli
Gianfranco Zeli (Cremona, 25 agosto 1947) è un allenatore di calcio ed ex calciatore italiano, di ruolo attaccante.

## Carriera
Dopo gli esordi in Serie D con il Progresso, gioca due campionati di Serie C con l'Ascoli e nel 1970 passa alla Ternana dove debutta in Serie B disputandovi due stagioni, la seconda delle quali terminata con la vittoria del campionato.
Disputa altri due campionati cadetti con Arezzo e Catania prima di tornare sui campi della Serie C con Novese, Vigevano e Chieti, dove termina la carriera nel 1976. Conta complessivamente 52 presenze e 13 reti in quattro stagioni di Serie B trascorse con Ternana, Arezzo e Catania.

## Palmarès

### Club

#### Competizioni nazionali
- Serie B: 1

Ternana: 1971-1972